# Rząd Belize
Rząd Belize, Rada Ministrów − główny element władzy wykonawczej w Belize. Przewodniczący rady ministrów jest nazywany premierem. Zazwyczaj, ale nie zawsze, w rządzie jest także wicepremier. Kilkunastu ministrów odpowiada za poszczególne sektory działania.
Rząd Belize odpowiada przez Izbą Reprezentantów - niższą izbą belizeńskiego parlamentu. Funkcjonuje w porządku prawnym i na zasadach określonych w konstytucji Belize z 1981 roku.

## Aktualny rząd Belize
Aktualny rząd Belize ukonstytuował się po wyborach parlamentarnych w Belize w 2012 roku, ponownie wygranych przez Zjednoczoną Partię Demokratyczną. Premierem rządu ponownie został 9 marca 2012 Dean Barrow. 12 marca 2012 powołał nową radę ministrów złożoną z posłów i senatorów United Democratic Party.

## Ministerstwa
Ministerstwa w rządzie Belize:
- Minister bezpieczeństwa narodowego[5]
- Minister budownictwa i rozwoju miast[6]
- Minister edukacji, młodzieży i sportu[7]
- Minister energetyki, nauki i technologii i gospodarki komunalnej[8]
- Minister finansów i rozwoju gospodarczego[9]
- Minister handlu, promocji inwestycji, rozwoju sektora prywatnego oraz ochrony konsumentów[10]
- Minister leśnictwa, rybołówstwa i zrównoważonego rozwoju[11]
- Minister transportu[12]
- Minister rolnictwa i zasobów naturalnych[13]
- Minister ds. rozwoju, przemian społecznych i zmniejszenia ubóstwa[14]
- Minister ds. rozwoju wsi, samorządu lokalnego i zarządzania kryzysowego[15]
- Minister służby publicznej[16]
- Minister spraw zagranicznych
- Minister turystyki i kultury[17]
- Minister zdrowia

### Wiceministrowie
W kilku ministerstwach, zazwyczaj w tych, gdzie ministrowie pełnią również inne funkcję (np. premiera) powołuje się wiceministrów w randze sekretarza stanu. W aktualnym rządzie wiceministrowie są w pięciu ministerstwach:
- wiceminister edukacji, młodzieży i sportu[19]
- wiceminister finansów i rozwoju gospodarczego[20]
- wiceminister rolnictwa i zasobów naturalnych[21]
- wiceminister ds. rozwoju, przemian społecznych
 i zmniejszenia ubóstwa[22]
- wiceminister transportu